# Leopold Georg von Kameke
Leopold Georg(e) von Kame(c)ke (* 23. April 1725 in Pommern; † 13. Juli 1781 in Magdeburg) war ein preußischer Major, Kommandeur des Grenadierbataillons „Jung-Kameke“ sowie Erbherr auf Baldekow in Hinterpommern.

## Leben

### Herkunft
Sein Vater war der Oberstleutnant Henning Georg von Kameke (* 3. März 1683; † 24. Dezember 1737) und dessen Ehefrau Eleonore Dorothea Juliane, geborene von Grape (* 1690; † nach 1757) aus dem Haus Dörphagen.

### Militärkarriere
Im Jahr 1742 trat Kameke in preußische Dienste und kam in das Infanterieregiment „von Herzberg“. Er nahm am Zweiten Schlesischen Krieg teil und stieg bis 1749 zum Sekondeleutnant auf. Im Siebenjährigen Krieg wurde er in Schlacht bei Lobositz verwundet und avancierte bis 1760 zum Kapitän.
Am 7. Juli 1773 wurde er dann zum Major befördert und Kameke erhielt das Kommando über das Grenadierbataillon „Jung-Kameke“. Das Bataillon wurde aus Grenadieren der Regimenter „Jung-Bornstedt“ und „Lengefeld“ zusammengesetzt. Während des Bayerischen Erbfolgekrieges 1778/79 stand er bei der Armee des Prinzen Heinrich in Sachsen. Er starb aber bereits im Jahr 1781.

### Familie
Kameke war mit Auguste Elisabeth Luise Oschütz (1745–1814), einer Tochter des preußischen Kriegs- und Domänenrats Johann Friedrich Oschütz verheiratet. Das Paar hatte mehrere Kinder:
- Friedrich Leopold Ludwig Levin (* 30. Juni 1765; † 6. Juli 1810) ⚭  Wilhelmine von Brandt († 1837)[3]
- Wilhelmine Auguste Eleonore (* 5. Juli 1766; † 21. Februar 1848)
- Georg Ludwig (* 1767)
- Wilhelm Leopold Bernhard (* 25. Februar 1768; † 7. Juli 1834), Oberstleutnant ⚭ 1816 Elisabeth Humeke (1797–1869)[4]
- Ludwig Leopold (* 22. Februar 1771; † 19. April 1845), Hauptmann a. D. ⚭ 1794 Charlotte Anna Wilhelmine Wendland (* 1. Oktober 1779; † 16. Mai 1854)
- Karoline Elisabeth Charlotte (* 26. November 1772; † 19. Januar 1861)
- Friedrich Wilhelm Leopold (* 4. August 1774; † 20. Februar 1812), Leutnant a. D.
- Karl Georg (* 20. Juli 1776; † 1. April 1854) ⚭ N.N.